# شين أباد (مياندوآب)
شين‌ أباد هي قرية في مقاطعة مياندوآب، إيران. عدد سكان هذه القرية هو 478 في سنة 2006.